# Peromyia truncata
Peromyia truncata är en tvåvingeart som beskrevs av Junichi Yukawa 1967. Peromyia truncata ingår i släktet Peromyia och familjen gallmyggor. Arten är reproducerande i Sverige. Inga underarter finns listade i Catalogue of Life.